# 藤田祥平
藤田 祥平（ふじた しょうへい、1991年 -）は、日本の文筆家、SF作家。

## 経歴・人物
大阪府生まれ。京都造形芸術大学文芸表現学科クリエイティブ・ライティングコース卒。「現代ビジネス」、「ユリイカ」、「IGN JAPAN」などでライターとして活動。『S-Fマガジン』（2017年6月号）に短編SF小説「スタウトのなかに落ちていく人間の血の爆弾」が掲載され商業小説誌にデビュー。2016年11月から2017年12月までWEBサイト「IGN JAPAN」で連載された「電遊奇譚」が筑摩書房から書籍化され単行本デビューした。
2024年9月、「あなたの音楽を聞かせて」により第12回ハヤカワSFコンテスト最終候補となっている。すでに2018年に、同コンテストを主催する早川書房より著書を出版しているにも関わらずの応募だった。しかし講評にて「早川書房で単行本を出版し、同社内に担当編集者もいる作家は公平性の観点から受賞にふさわしくない」と判断され落選した。

## 著作リスト

### 単行本
- 『電遊奇譚』 筑摩書房、2018年4月14日 ISBN 978-4480815446
- 『手を伸ばせ、そしてコマンドを入力しろ』 早川書房、2018年4月18日 ISBN 978-4152097620

### 雑誌等寄稿

#### 小説
- 「スタウトのなかに落ちていく人間の血の爆弾」 - 『S-Fマガジン』2017年6月号（早川書房）
- 「幻影煉瓦」 - 『ユリイカ』2018年2月号（青土社）
- 「すべてが繋がれた世界で / episode 1 その宛先には到達できません」 - 『別冊文藝春秋』2020年11月号（文藝春秋）
- 「すべてが繋がれた世界で / episode 2 メッセージを入力してください」 - 『別冊文藝春秋』2021年1月号（文藝春秋）

#### 記事・随想
- 「パロディ作品が採りうる「選択肢」について――「勇者ヨシヒコ」批評、「ドラクエ」「キングダムハーツ」「シン・ゴジラ」「moon」を横断しつつ」 - 『ユリイカ』2017年8月臨時増刊号（青土社）
- 「穢れなきポケモンと現実の都市」 - 『ポケモンGOからの問い 拡張される世界のリアリティ』神田孝治、遠藤英樹、松本健太郎 編、新曜社、2018年1月31日
- 「アイ・ハヴ・ア・シガレット」（随想） - 『群像』2018年4月号（講談社）
- 「虚構世界のキャラクターの人権とVTuberの人権にかんする覚書」 - 『ユリイカ』2018年7月号（青土社）
- 「二月二十九日」 - 『別冊文藝春秋』2018年9月号（文藝春秋）
- 「文學界図書室 高山羽根子『オブジェクタム』」(書評) - 『文學界』2018年11月号（文藝春秋）
- 「バトル・ロイヤル形式が抱えているルール上の問題点とその解決法について」 - 『プレイヤーはどこへ行くのか――デジタルゲームへの批評的接近』限界研 編、南雲堂、2018年12月15日
- 「個別の謎と巨大な謎――決して核心を語らない作家」 - 『ユリイカ』2019年4月号（青土社）
- 「◆げえむのすゝめ オンラインゲーム」 - 『小説すばる』2021年9月号